# Institut supérieur de mécanique de Paris
Institut supérieur de mécanique de Paris, fondată în 1947, este o universitate tehnică de stat din Saint-Ouen-sur-Seine (Franța).

## Secții
- Master

Domeniu: Inginerie 
- Doctorat

Domeniu: Inginerie Mecanică, Inginerie Electrică, Automatică

## Absolvenți renumiți
- Bernard Charlès, un director de afaceri francez[5]